# Gary Mark Smith

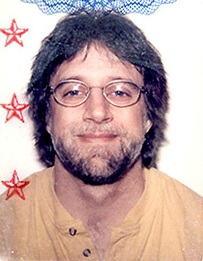
GaryMark Smith, Passfoto

Gary Mark Smith (* 27. April 1956 in Bethlehem, Pennsylvania) ist ein amerikanischer Straßenfotograf.
Smiths Fotografien zeichnen sich durch ihre eindringliche Herangehensweise aus. Mit seinen Motiven erfasst er zudem textliche Kompositionen in seinen Bildern.

## Werdegang
Smith wurde in der Zeit zwischen 1982 und 2005 als innovativer Straßenfotograf bekannt, dessen Stilistik Grenzüberschreitungen zwischen Journalismus, Dokumentation und Kunst aufweist. So nahm er oft selbst Anteil an seinen Motiven.

## Projekte

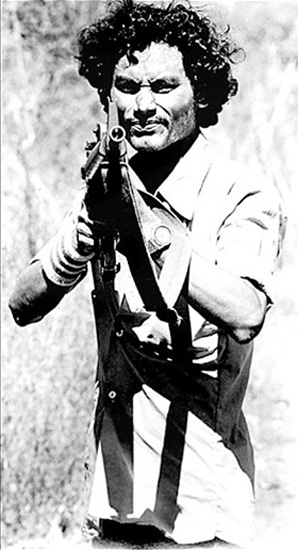
Soldat in El Salvador, 1984

Er reiste mit Expeditionen zu den Guerillakriegen in El Salvador, Guatemala und Nicaragua, die während des Kalten Krieges stattfanden.
Im September 1997 konnte sich Smith Zugang zum Montserrat (St. Vincent) auf den kleinen Antillen in der Karibik verschaffen, wo er zu 200 Verweigerern gehörte, die die Insel nicht verlassen wollten, bis sie vom Ausbruch des Vulkans La Soufrière am 22. September 1997 in letzter Minute flüchten mussten.
Tora Bora
Der Tribat Belt (Stammesgebiet) in Afghanistan/Pakistan während des Tora Bora-Bombardements
Hurrikan Katrina
Am 1. September 2005 wurde Smith vom Amerikanischen Roten Kreuz nach Hurrikan Katrina in das von der Flut stark betroffene New Orleans, Louisiana, geschickt, wo er am Aufbau von Rettungsunterkünften im südlichen Louisiana beteiligt war. 2009 wurden acht seiner dort entstandenen Aufnahmen in die Dauerausstellung der Kunstsammlung des New Orleans Museum of Art (NOMA) aufgenommen.
Sleeping in the City – Global Street Photography from Inside the Wire
Smith gilt wegen seiner zeitgeschichtlichen Fotografie als Vertreter des „Bürgerjournalismus“ (Civic Journalism).
Seine Street Photography führte ihn in mehr als 60 Länder auf sechs Kontinenten. Sie ist mittlerweile Bestandteil privater und musealer Sammlungen in Nordamerika, Südamerika und Europa.
Im Oktober 2010 wurden zwei der Fotos aus dem „Sleeping in the City“-Zyklus im „George Eastman House International Museum of Photography and Film“ bei Sotheby’s in New York versteigert.
Ecuador
2007 verbrachte er einen Monat in Ecuador, Jatari Campesi, einer verarmten Gemeinde in den Anden, um Aufnahmen zu machen. Smith erinnerte sich dabei: „In Südamerika drängen sie die Ärmsten der Armen über die Baumgrenze, wo die Vegetationsperiode zu kurz ist, um viel Ernte zu bringen.“

## Publikationen
- Molten Memoirs (Geschmolzene Erinnerungen): Essays, Gerüchte, Feldnotizen und Fotos vom Rand der Wut. 1999, 2000, 2001, 2009. Die Abrechnung eines Künstlers der Vulkan-Holdouts von Salem, Montserrat. Ausgabe 2001 auf Tonband für Sehbehinderte von Audio Reader; 2009 hrsg. als Kindle Edition. ISBN 978-0-9672769-2-2.
- Searching For Washington Square (Auf der Suche nach Washington Square) (2001) (herausgegeben von the Traver Foundation). ISBN 0-9672769-4-2.
- White With Foam (Weiß von Schaum): Essays, Gerüchte, Feldnotizen und Fotografien vom Rande des Zweiten Weltkriegs. 10. September 2001 bis 12. September 2002. Online-Buch 2007.
- The Road to Hell: How to Make Heaven Out of Third Class Travel (Die Straße zur Hölle: Wie wird eine Reise dritter Klasse zur himmlischen Erfahrung) Fotos Janet M. Cinelli, Vorwort Gary Mark Smith. 2009.